# Théâtre Pérez Galdós
Le Théâtre Pérez Galdós est la principale enceinte théâtrale de la ville espagnole de Las Palmas de Gran Canaria (îles Canaries), siège permanent du Festival d'Opéra de Las Palmas de Gran Canaria Alfredo Kraus.
Il s'agit d'un des monuments les plus emblématiques de la ville et, après la transformation intégrale terminée en 2007, un des théâtres les plus modernes d'Espagne.

## Histoire

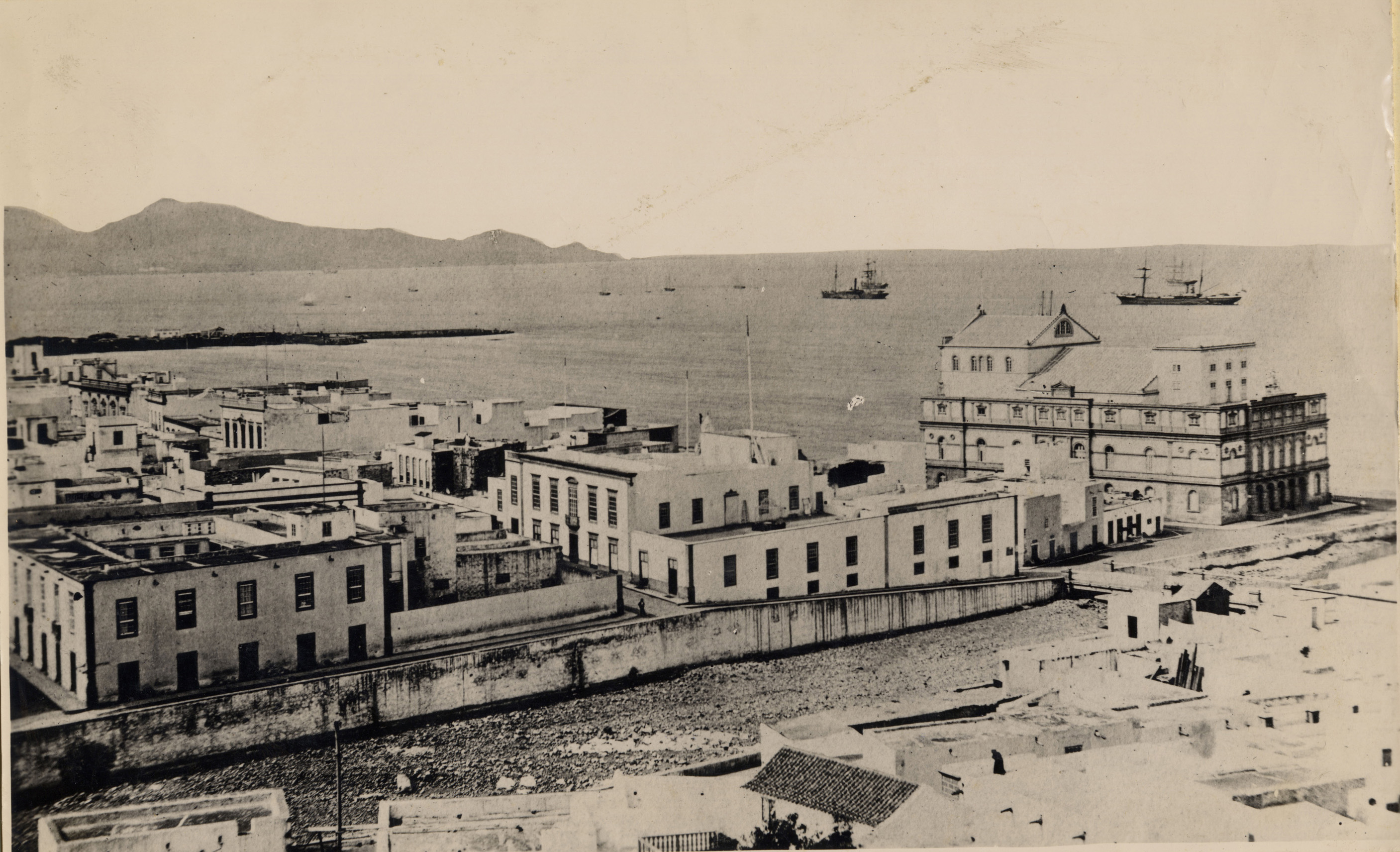
Embouchure du Guiniguada avec le théâtre au fond (1890).

Jusqu'au milieu du XIXe siècle, Las Palmas de Gran Canaria n'avait pas de lieu approprié pour des représentations scéniques. L'idée de bâtir un théâtre remonte à 1830.
Ce n'est qu'en 1862 qu'ont commencé les réunions pour obtenir des fonds des citoyens, et en 1867 que les travaux ont débuté. Ils ont duré plus de deux décennies en raison de problèmes économiques. Enfin, l'édifice a levé son premier rideau en 1890 avec La Traviata de Verdi. Ce n'est que quelques années plus tard, à la mise en scène de l'oeuvre Électre, de Benito Pérez Galdós, représentée avec succès en 1902, que le théâtre reçût le nom de l'écrivain canarien, né dans la ville.

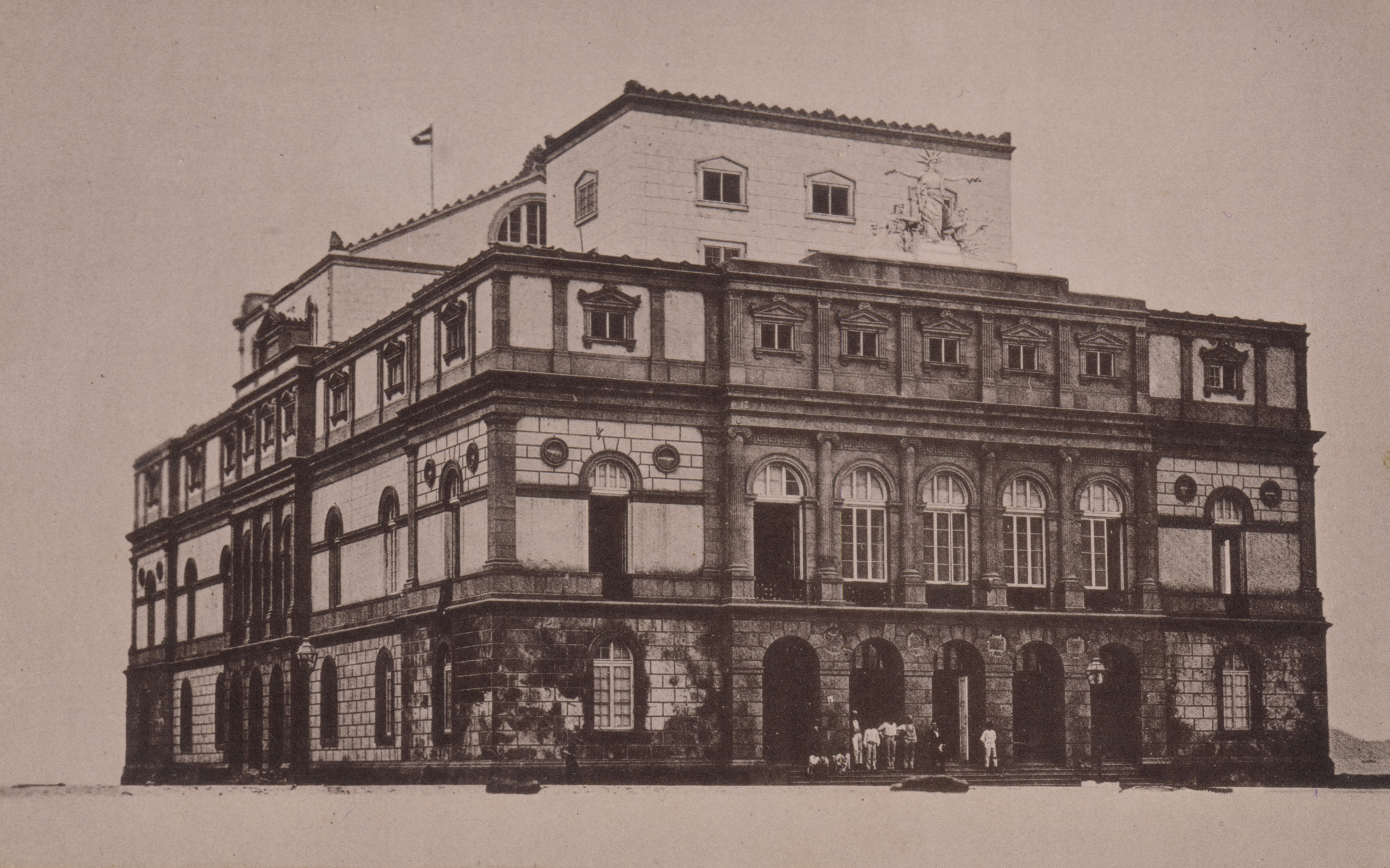
Le théâtre original de Jareño à la fin du XIXe siècle

La dernière restauration datait de 1989, jusqu'à sa réhabilitation intégrale menée à terme entre 2004 et 2007, date de sa réouverture avec L'Anneau du Nibelung. Le bâtiment a été déclaré Bien d'Intérêt Culturel (BIC) avec catégorie de Monument par le Gouvernement des Canaries le 14 avril 1994
.

## Galerie

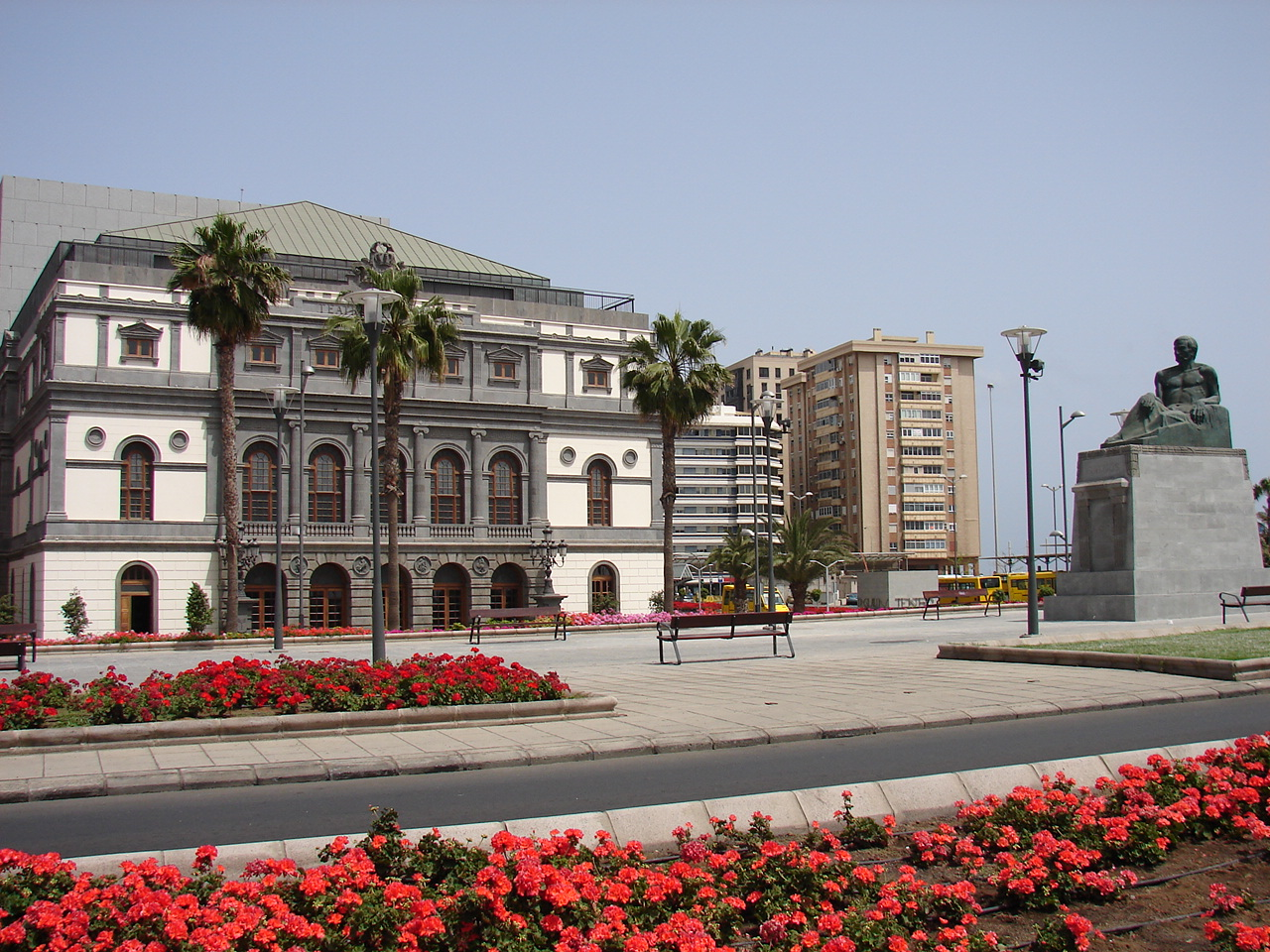
Monument à Benito Pérez Galdós face au Théâtre.

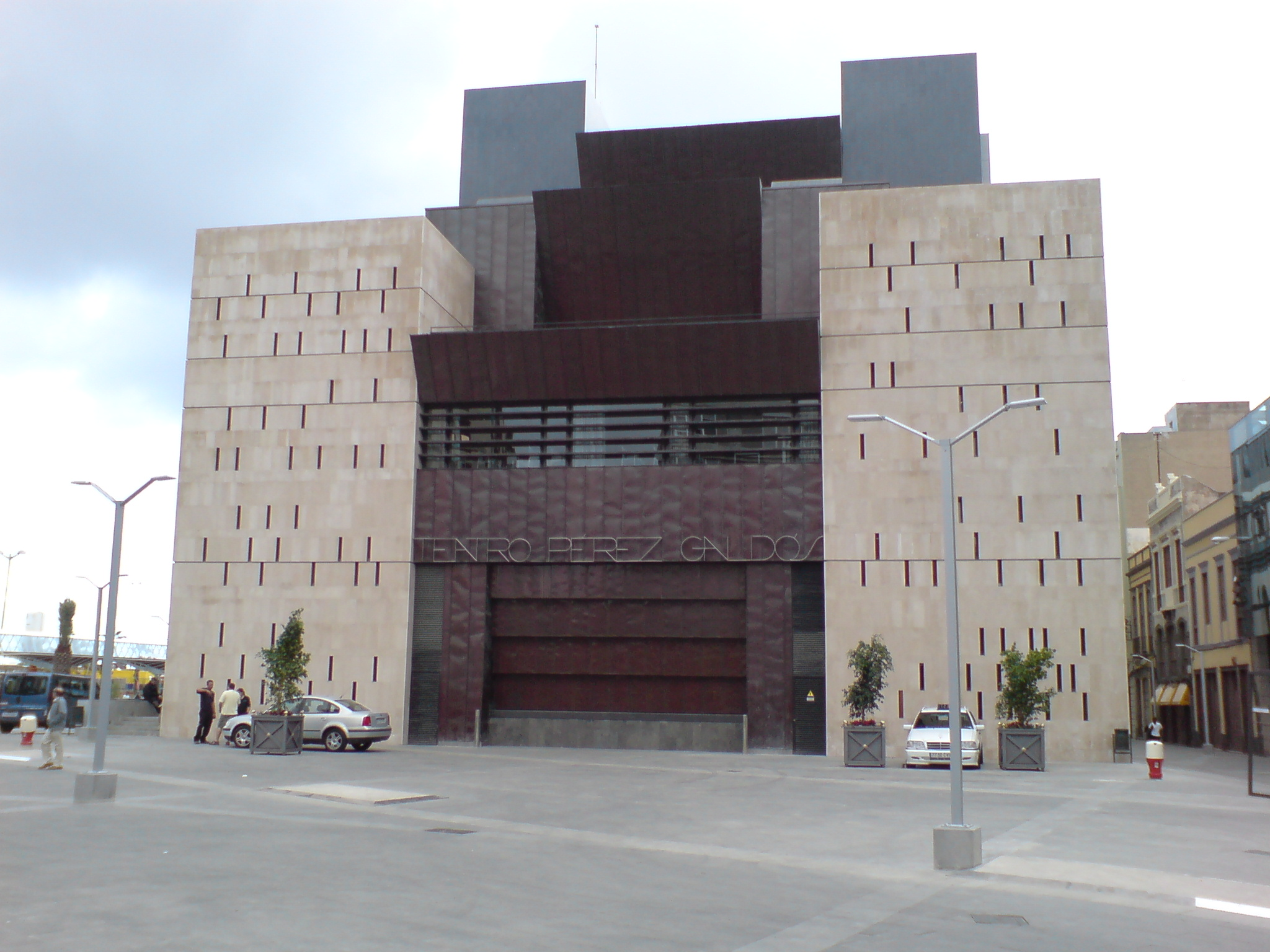
Nouvel espace scénique (2007).
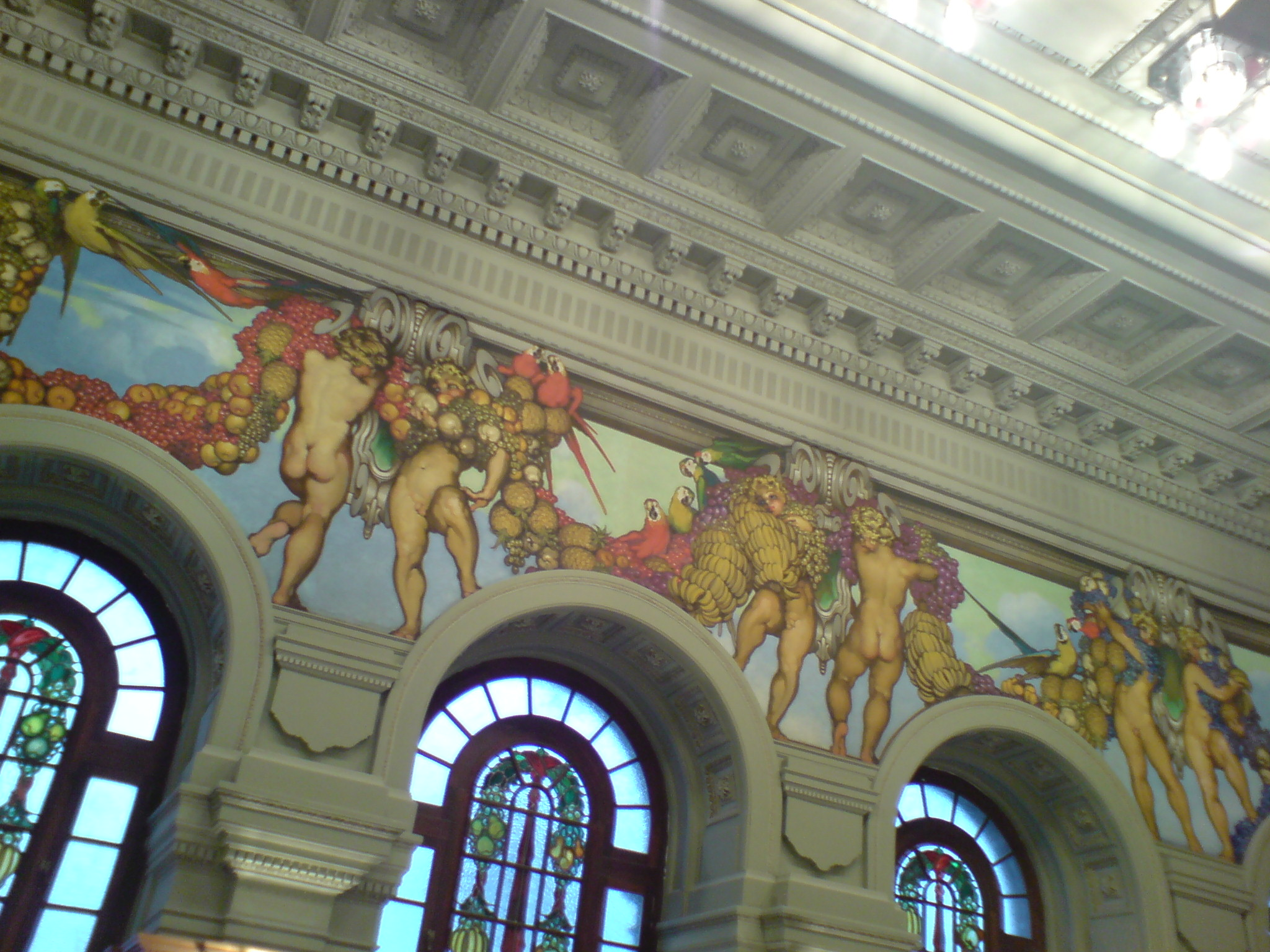
Frise de Néstor dans le Salon Saint-Saëns.
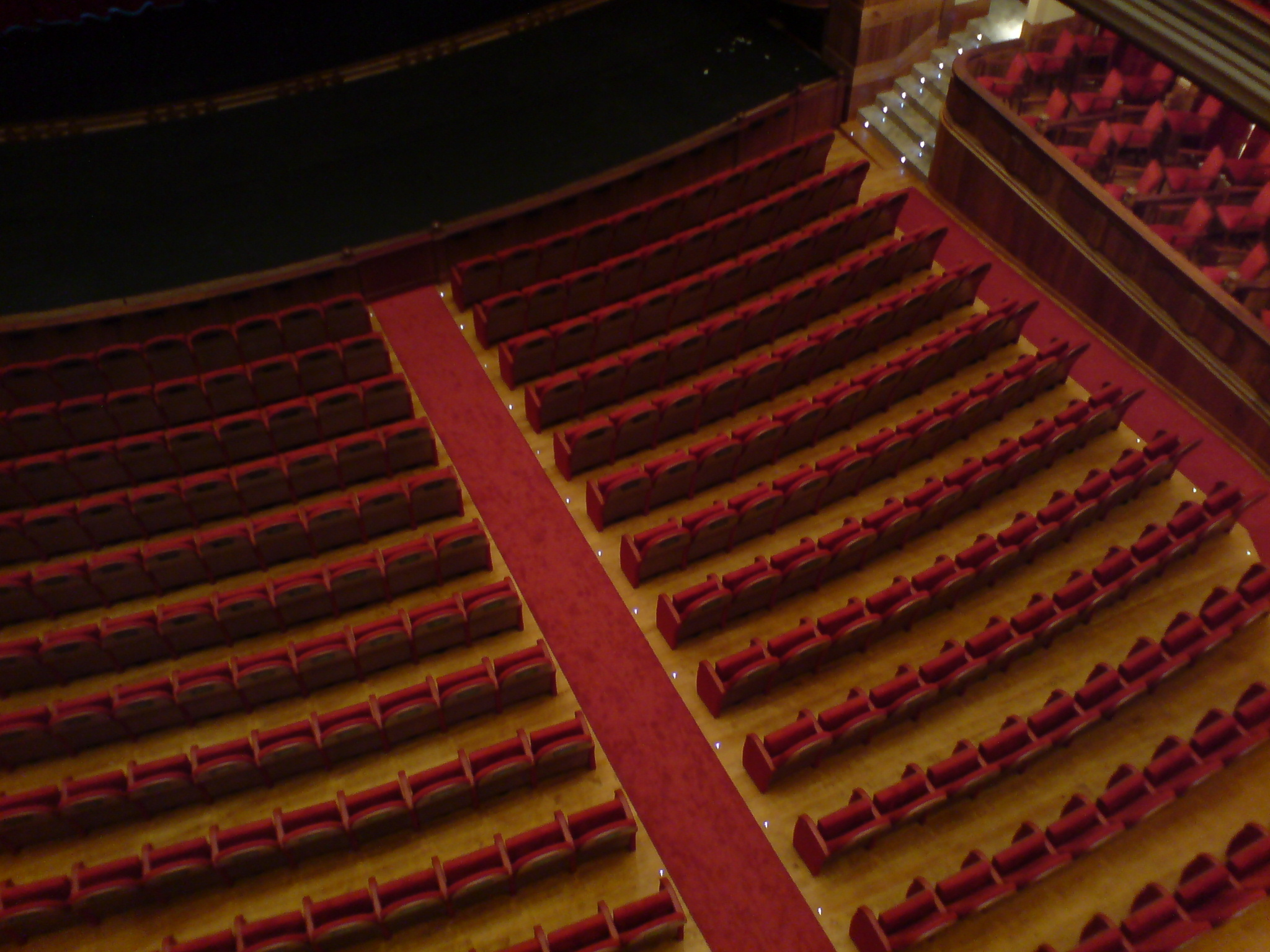
Plateau
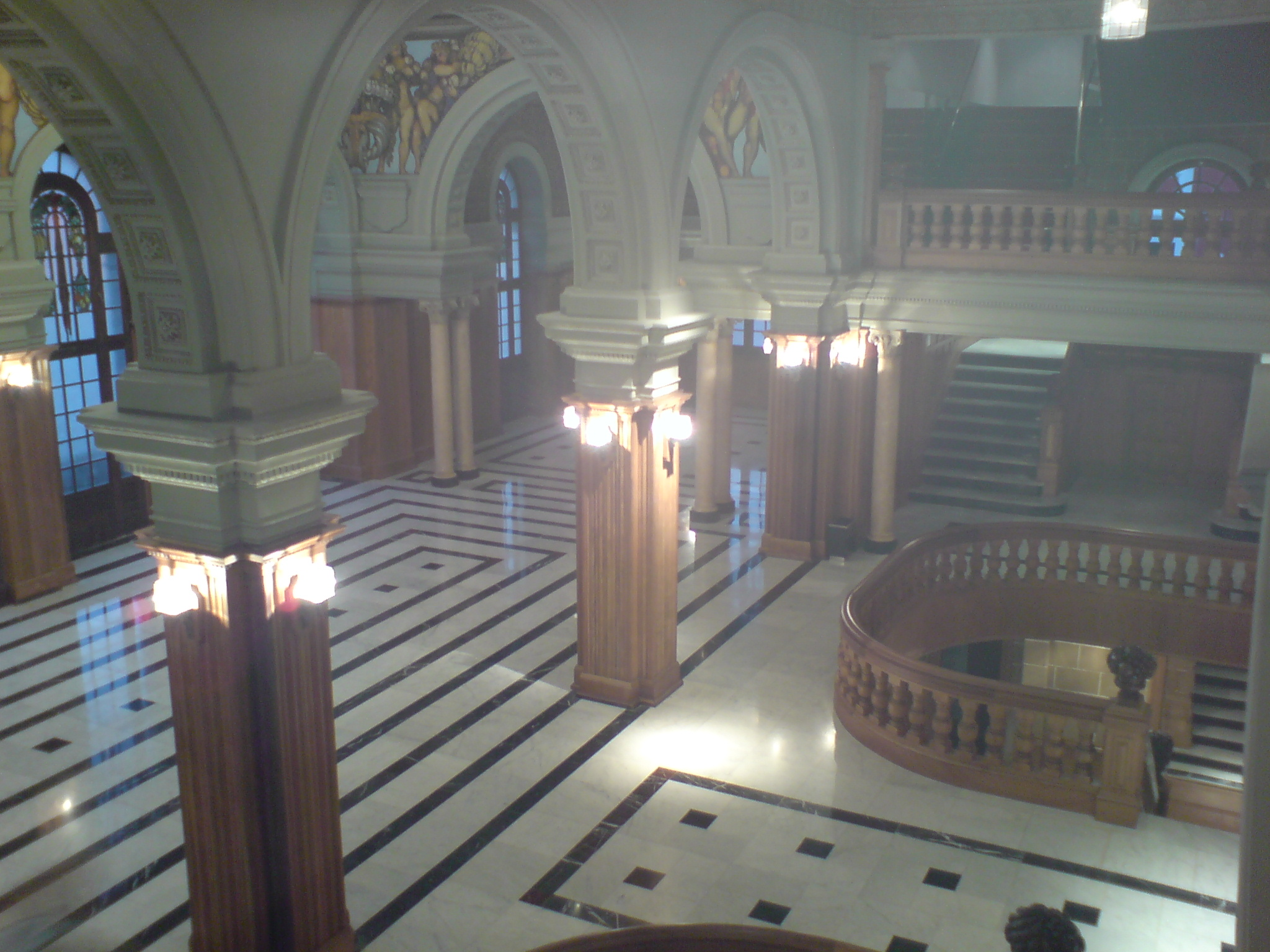
Salon Saint-Saëns et accès au hall d'honneur.
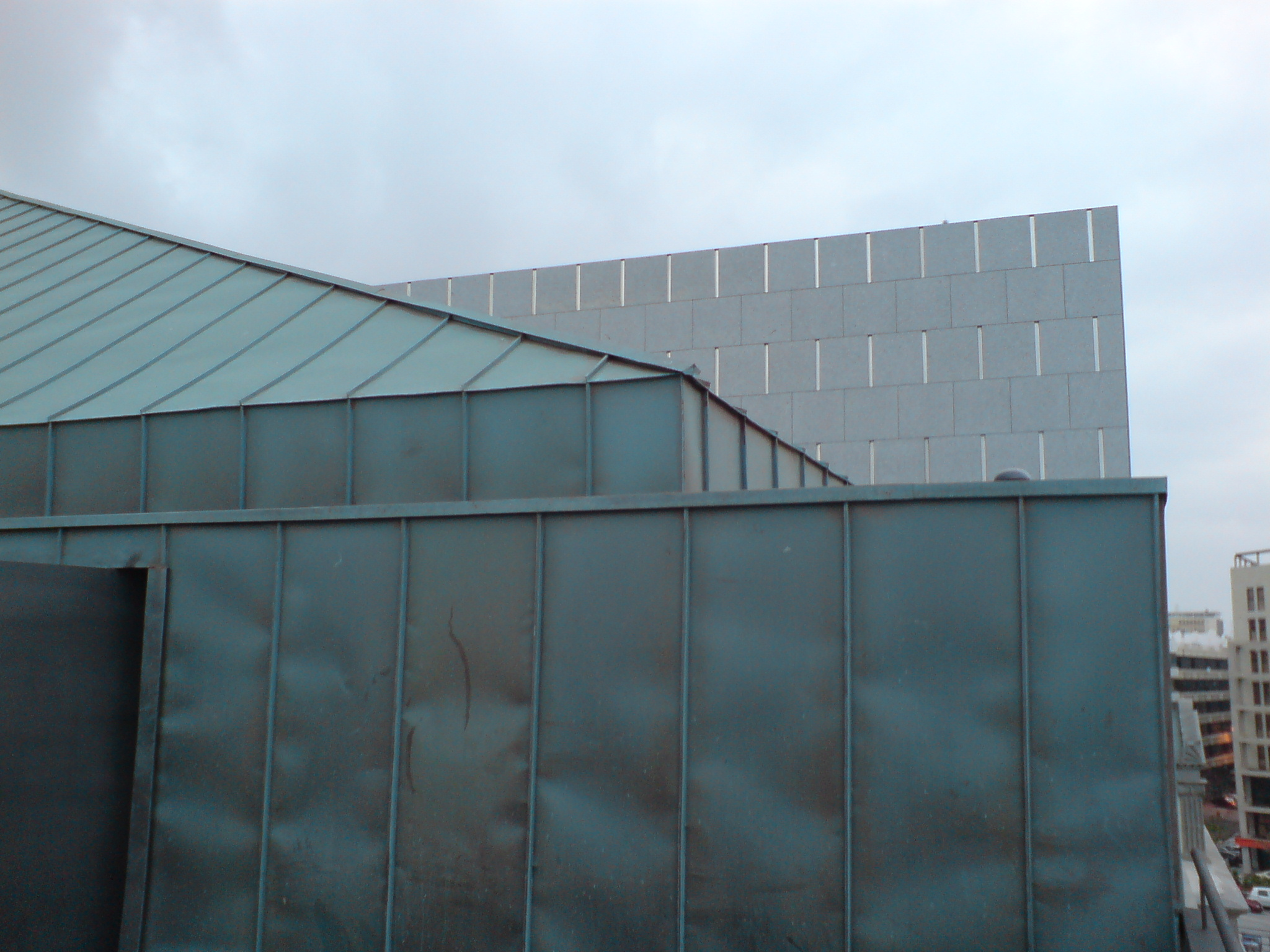
Couverture et nouvel espace scénique (2007).
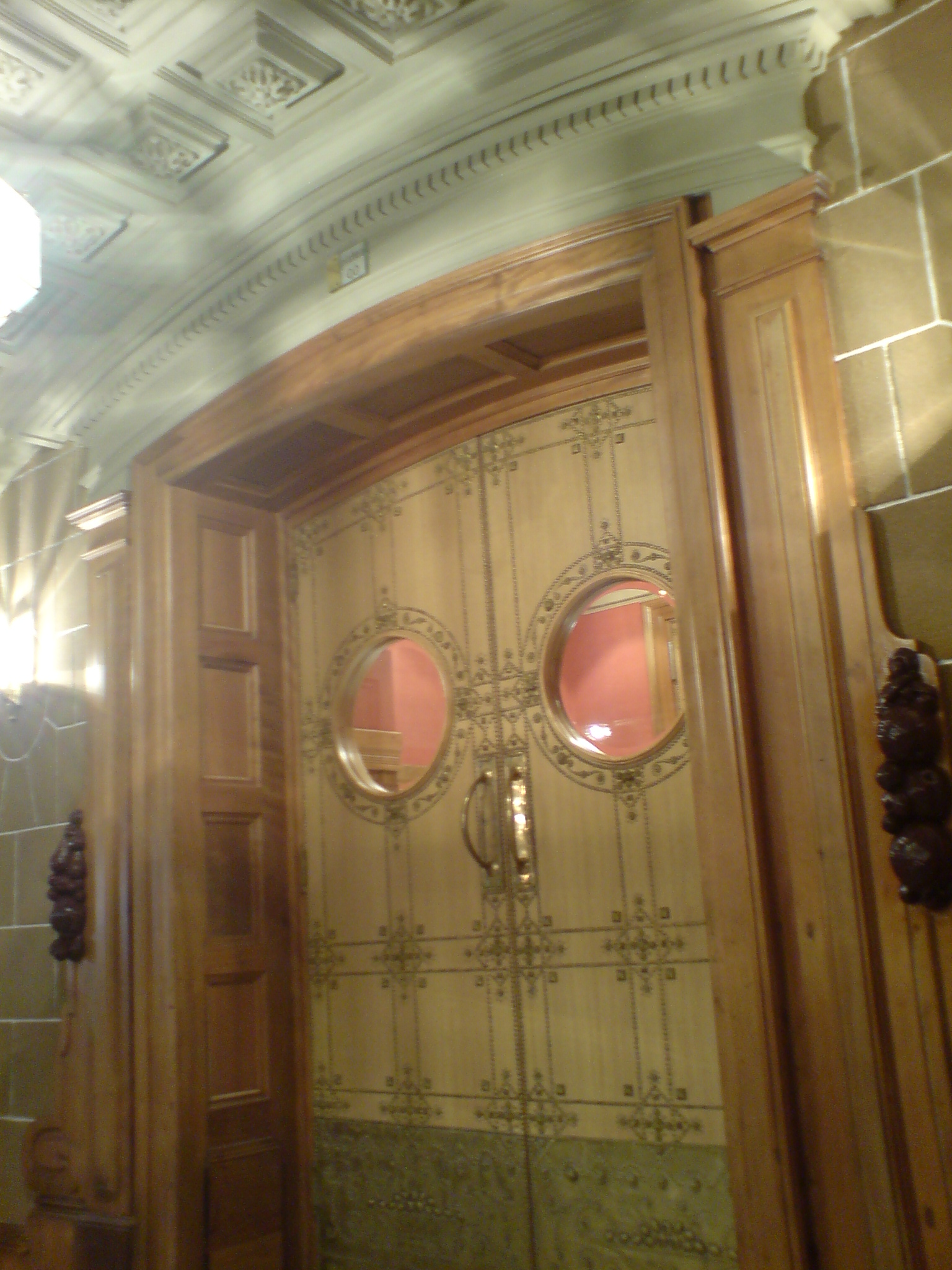
Porte d'accès principale au plateau.

## Source de traduction
- (es) Cet article est partiellement ou en totalité issu de l’article de Wikipédia en espagnol intitulé « Teatro Pérez Galdós » (voir la liste des auteurs).